# BlackBerry (smartphone)
BlackBerry is een smartphone en pda van het Canadese bedrijf BlackBerry (voorheen RIM) die gebruikt kan worden voor mobiele telefonie, mobiel internet (ontvangen en versturen van e-mail en internetsurfen), PIM (Personal Information Manager) en andere applicaties.
De BlackBerry kwam in 1999 voor het eerst op de markt. Het ondersteunt push e-mail. Het draadloze spraak- en datanetwerk dat wordt gebruikt komt van de reguliere mobieletelefonieproviders.
In 2010 kondigde BlackBerry een tablet-pc aan met de naam BlackBerry PlayBook, die in juni 2011 op de markt kwam. Op 30 januari 2013 onthulde het bedrijf twee nieuwe smartphones die, vergeleken met vroegere modellen, niet meer over het op Java-gebaseerde platform beschikken, maar een door het bedrijf nieuw ontworpen besturingssysteem, BlackBerry 10, dat gebouwd is op het QNX-besturingssysteem.
In 2016 kondigde BlackBerry aan te stoppen met het maken van smartphones. In 2016 werd de licentie van Blackberry overgenomen door het Chinese bedrijf TCL Corporation, dat onder de naam Blackberry Mobile smartphones maakte tot hun licentie afliep op 31 augustus 2020. Hierna kwam de licentie van Blackberry in handen van het Amerikaanse bedrijf OnwardMobility; deze wilde in 2021 een nieuwe 5G smartphone uitbrengen. Echter is deze smartphone nooit uitgebracht en het bedrijf liet in 2022 weten dat het zijn deuren zou sluiten.

## Varianten
De BlackBerry-diensten bestaan uit twee varianten: de BlackBerry Enterprise-variant en de BlackBerry Internet Services-variant.

### BlackBerry Enterprise
De BlackBerry Enterprise is vooral bedoeld voor zakelijk gebruik. Deze BlackBerry-variant werkt samen met een BlackBerry Enterprise Server (BES) die gekoppeld is aan het bedrijfs-e-mailsysteem. Er is een BES voor Microsoft Exchange, IBM Lotus Notes en Novell GroupWise. De BlackBerry-apparaten zijn (soms fabrieksmatig) geconfigureerd voor Enterprise-gebruik en moeten ook werken met een BlackBerry Enterprise-abonnement.

### BlackBerry Internet Services
De BlackBerry Internet Services (BIS) is vooral bedoeld voor zelfstandigen, kleine bedrijven of particulieren die meestal geen eigen e-mailserver hebben. Deze oplossing werkt samen met een webclient die tot maximaal 10 POP3/IMAP-e-mailadressen kan beheren. Er is naast het BlackBerry-apparaat verder geen hardware nodig. De BlackBerry-apparaten zijn (soms fabrieksmatig) geconfigureerd voor BIS-gebruik en moeten ook werken met een BIS-abonnement.

## BlackBerry-toestellen

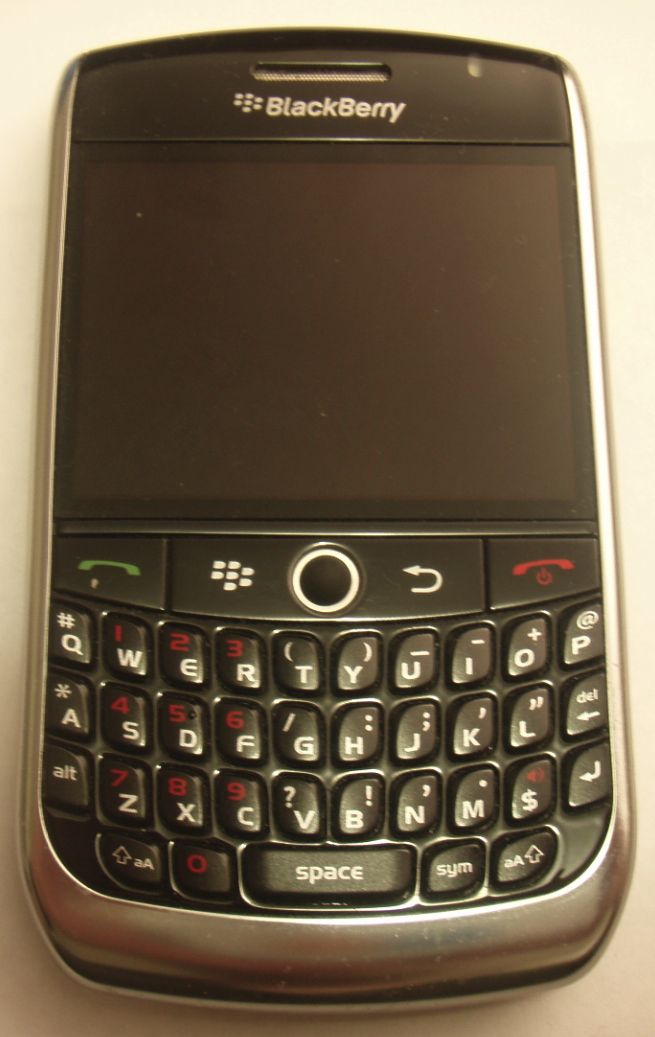
BlackBerry 8900

- Vroege pager-modellen: 850, 857, 950, 957
- Zwart-wit Java-gebaseerde modellen: 5000- en 6000-serie.
- Eerste kleuren-modellen: 7200-, 7500- en 7700-serie.
- Eerste SureType Phone-modellen: 7100-serie
- Moderne BlackBerry-modellen (2006 - 2008): 8000-8830-serie: BlackBerry 8800, BlackBerry Pearl, BlackBerry Pearl Flip and BlackBerry Curve.
- Recente BlackBerry OS 6- en 7-modellen (2009 - 2013)
- BlackBerry 10-smartphones (2013 - 2015)
- Android-smartphones (2015 - 2018)

### Bold-modellen (2008-2011)
| Model                     | Jaar | Touchscreen | Achtercamera |
| ------------------------- | ---- | ----------- | ------------ |
| BlackBerry Bold 9000      | 2008 | Nee         | 2 MP         |
| BlackBerry Bold 9700      | 2009 | Nee         | 3 MP         |
| BlackBerry Bold 9650      | 2010 | Nee         | 3 MP         |
| BlackBerry Bold 9780/9788 | 2010 | Nee         | 5 MP         |
| BlackBerry Bold 9900/9930 | 2011 | Ja          | 5 MP         |
| BlackBerry Bold 9790      | 2011 | Ja          | 5 MP         |

### Curve-modellen
- BlackBerry Curve 8900 (ook bekend als de Javelin) (2009)
- BlackBerry Curve 8520 (2009)
- BlackBerry Curve 9300 (ook bekend als de Curve 3G) (2010)
- BlackBerry Curve 9360 (2011)
- BlackBerry Curve 9380 (2011)
- BlackBerry Curve 9220 (2012)
- BlackBerry Curve 9320 (2012)
- Blackberry Curve 9720 touch screen (2013)

### Torch-modellen (2010-2011)
| Model                      | Jaar | Touchscreen | Fysiek toetsenbord | Achtercamera | Besturingssysteem |
| -------------------------- | ---- | ----------- | ------------------ | ------------ | ----------------- |
| BlackBerry Torch 9800      | 2010 | Ja          | Ja                 | 5 MP         | BlackBerry OS 6   |
| BlackBerry Torch 9810      | 2011 | Ja          | Ja                 | 5 MP         | BlackBerry OS 7   |
| BlackBerry Torch 9850/9860 | 2011 | Ja          | Nee                | 5 MP         | BlackBerry OS 7   |

### Storm-modellen
- BlackBerry Storm 2 (9520/9550) (2009)

### Pearl-modellen
- BlackBerry Pearl 9105/9100 (2010)

### BlackBerry 10-modellen (2013-2015)
| Model               | Jaar | Touchscreen | Fysiek toetsenbord | Achtercamera | Voorcamera |
| ------------------- | ---- | ----------- | ------------------ | ------------ | ---------- |
| BlackBerry Q10      | 2013 | Ja          | Ja                 | 8 MP         | 2 MP       |
| BlackBerry Z10      | 2013 | Ja          | Nee                |              |            |
| BlackBerry 9720     | 2013 | Ja          | Ja                 |              |            |
| BlackBerry Classic  | 2014 | Ja          | Ja                 | 8 MP         | 2 MP       |
| BlackBerry Passport | 2014 | Ja          | Ja                 | 13 MP        | 2 MP       |
| BlackBerry Leap     | 2015 |             |                    |              |            |

### Android-modellen (2015-2018)
| Model               | Fabrikant                           | Jaar | Touchscreen | Fysiek toetsenbord | Achtercamera | Voorcamera |
| ------------------- | ----------------------------------- | ---- | ----------- | ------------------ | ------------ | ---------- |
| BlackBerry Priv     | BlackBerry Limited                  | 2015 | Ja          | Ja                 |              |            |
| BlackBerry DTEK50   | BlackBerry Mobile (TCL Corporation) | 2016 | Ja          | Nee                |              |            |
| BlackBerry DTEK60   | BlackBerry Mobile (TCL Corporation) | 2016 | Ja          | Nee                |              |            |
| BlackBerry KeyOne   | BlackBerry Mobile (TCL Corporation) | 2017 | Ja          | Ja                 |              |            |
| Blackberry Motion   | BlackBerry Mobile (TCL Corporation) | 2017 | Ja          | Nee                | 12 MP        | 8 MP       |
| Blackberry KEY2     | BlackBerry Mobile (TCL Corporation) | 2018 | Ja          | Ja                 |              |            |
| Blackberry Evolve   | BlackBerry Mobile (TCL Corporation) | 2018 |             |                    |              |            |
| Blackberry Evolve X | BlackBerry Mobile (TCL Corporation) | 2018 |             |                    |              |            |

## Data-abonnement
Soms ontstaat verwarring dat de BlackBerry alleen samenwerkt met een speciaal BlackBerry-abonnement en niet met een ander data-abonnement. Dit geldt alleen wanneer men de ingebouwde browser, push e-mail-client van Research in Motion of de instant messaging-clients van Research in Motion (voor onder andere Twitter, MSN, Google Talk en meer) wil gebruiken.
Men moet dan niet de ingebouwde clients gebruiken, maar (met behulp van de bij de BlackBerry geleverde desktop-software) een tweede browser (bijvoorbeeld Opera Mini voor BlackBerry), een tweede instant messaging-client en een tweede e-mailprogramma (bijvoorbeeld LogicMail voor BlackBerry) installeren en de TCP-instelling aanpassen volgens aanwijzingen van de provider van het dataplan. Ook de GMail-client voor BlackBerry en Google Maps werken met een dataplan.
Met de komst van Blackberry 10 is een apart dataplan helemaal niet meer nodig. Toestellen met OS 10 zijn de Q5, de Q10, de Z10 en de Z30.

## BlackBerry PIN
BlackBerry PIN is een identificatienummer van acht tekens dat altijd begint met 2 (bijvoorbeeld 256E4186). Dit nummer is uniek voor ieder BlackBerry-toestel en kan niet door een gebruiker zelf worden aangepast (dit kan eventueel wel door BlackBerry-technici gedaan worden).
BlackBerry-gebruikers kunnen elkaar gemakkelijk berichten sturen met BlackBerry Messenger ook wel bekend als ping.